# 向海明
向海明（？—613年），隋末扶风郡起事领袖，扶风（今陕西凤翔）人，本是和尚。大业九年（613年），聚众起事，自称弥勒菩薩转世，三辅震动，数万人响应。他转战于扶风、安定（今甘肃泾川）之间，称皇帝，年号白烏，后被隋将杨义臣所杀。